# 香田晋
香田晋（1967年10月12日—）是日本的演歌歌手、演員，出生於福岡縣北九州市八幡東區，本名鷲崎孝二。血型B型。身高165cm。左撇子。藝能事務所Golden Music Promotion所屬。

## 來歷・人物
1985年，參加廣播節目「船村徹的演歌巡禮」所舉辦的卡拉OK大賽時，被船村徹聘請演唱『兄弟船』。高校畢業後來到東京，3年時間過著內弟子的生活（3年期間休習歌唱的訓練課程，每日料理及砍材）。1989年6月7日以『都是男人』（男同志 作詞：星野哲郎、作曲：船村徹）一曲出道，同年獲得日本第31届唱片大獎新人獎。
1992年在兩個小時的電視劇『小京都系列・會津淚橋殺人事件』中以福島縣喜多方市流浪歌手角色出道。1994年以『夢一度』（夢いちど）首次出場紅白歌合戰。
學生時代的不良少年。初中3年級的時候與黑道人物的女友交往，以致被人綁架過。親生父親在香田出生後不久人間蒸發，後死於工地事故。母親順子之後再婚，香田是把繼父看作親生父親長大的。小學5年級的時候從外婆那里得知那一事實。父母不和，分居之後香田和母親共同生活，14歲那年離開母親。從初中2年到高中畢業都在岡山縣倉敷市地區。和為了生活而在旅館里工作及長住的母親長期分居両地。倉敷高等學校畢業。進京前與相隔4年之久的母親重逢了，歌手出道的第二年1990年，母親以43歲的年紀撒手人寰。繼父仍健在，和香田還共同出演了旅遊等電視節目。
『校園漫畫大王』的愛好者，動畫版的25話，在DVD-BOX的告知里出演了。
個人愛車是Lexus IS F。汽車雜誌『最佳汽車』2009年10月10日號中有介紹。
1998年10月12日，與比他年輕7歲生日相同的女性結婚。翌年長子誕生了。長子誕生前公開征集孩子的名字，應募的約有4000封。之後，長女出生。
1996年時候，有人指出，香田類似插科打諢漫畫『幕張』里中山秀征的形象。
從2005年開始，『猜謎!今夜六角競猜游行!』（從10月改名『猜謎!六角形II』）作為正式解答者出演，隨著綜藝節目的演出增多，作為所謂「扮傻藝人」的知名度提高了。
2009年8月，離婚。香田晉擁有兩個孩子的撫養權。
作為日本藝能界第一人，2010年11月23日獲得了鮪（即金槍魚）1級解剖師的證書。

## 電視節目

### 綜藝
過去常年出演的節目
- 猜謎!六角形II（クイズ!ヘキサゴンII／2005年9月 - 2008年8月・2009年1月・2010年6月、富士電視系列）
- 跳躍門（はねるのトびら／2006年6月14日 - ?、富士電視）準正式

客串
- 明石家秋刀魚（さんまのまんま／關西電視制作）
- 志村大爆笑（ドリフ大爆笑／富士電視系列）
- 獅子的祝您健康（ライオンのごきげんよう／1998年10月、2006年2月、富士電視系列）
- 現在!米飯（いまどき!ごはん／2005年6月26日・2006年1月22日・11月26日、朝日電視系列）
- 太母物語（グレートマザー物語／2007年1月21日、朝日電視系列）
- 多少錢DE多少錢（ナンボDEなんぼ／2007年2月5日、關西電視制作）
- 永遠波瀾萬丈（いつみても波瀾万丈／2007年3月18日、日本電視系列）
- 來去鄉下住一晚!（田舎に泊まろう!／2007年6月24日・2008年11月26日、東京電視系列）
- 森田一義時間笑一笑又何妨!（森田一義アワー 笑っていいとも!／2007年10月17日・2010年1月7日、富士電視系列）
- 徹子的房間（徹子の部屋／2008年5月7日、朝日電視系列）
- 笑園漫畫大王（あずまんが大王／第25話のDVD-BOX隻為禮物通知演出。DVD・錄像未收錄）
- 地球調査船アメディゾン（東京電視系列）
- 日本電車之旅（ぶらり途中下車の旅／2010年5月22日、日本電視系列）等等

### 電視劇
- 水戶黃門（TBS電視系列）34部第2話・39部8話
- 櫻桃小丸子（まるまるちびまる子ちゃん／2007年9月6日、富士電視系列） - 飾演田中浩二（18話）
- 台場偵探羞恥心 六角殺人事件（お台場探偵羞恥心 ヘキサゴン殺人事件／2008年8月6日、富士電視系列） - 飾演本人

### BS
- TV☆Lab『イメチェン武闘会』（2009年2月8日、BS富士）

## 廣播節目
- 笑笑是最好的!（笑顔一番!／北陸放送終了）

## 作品

### 單曲作品
1. 男同志（1989年6月7日）
2. 你的戀愛（お梶恋しや／1989年10月11日）
3. ヤン衆丸（1990年4月18日）
4. 晚霞（ゆうやけ／1990年7月25日）
  - 作曲：村下孝蔵
5. 雨一個勁兒地下（雨じゃんじゃん／1991年4月26日）
6. 新宿満月（1992年1月29日）
7. 手酌酒（1992年3月25日）
  - 最大的成名曲（銷售額21萬張）
8. 桨（櫂／1992年10月22日）
  - 與原田由加里的合唱曲
9. 手酌酒音頭（1993年4月28日）
  - 手酌酒音頭版本
10. 候鳥〜從北至南〜（渡り鳥〜北から南から〜／1993年12月1日）
11. 夢一度（夢いちど／1994年5月11日）
  - NHK「紅白歌合戰」歌唱曲
12. 雪次郎鴉（1995年2月22日）
  - 作曲：宮路オサム
13. 殿がたよお戯れはなし（1995年9月20日）
14. 撒謊（うそつき／1996年2月7日）
15. 雨中的小京都（雨の小京都／1996年10月9日）
16. 霓虹燈舟（ネオン舟／1997年5月21日）
17. 酔うだけ酔わせて（1997年11月7日）
18. 酒場的金魚（酒場の金魚／1998年4月8日）
19. 斷雲（ちぎれ雲／1999年1月20日）
20. 肥皂泡（シャボン玉フワリ／1999年10月8日）
  - 出道10週年紀念曲（作詞：青島幸男、作曲：三木たかし）
21. 女人的生命（女のいのち／2000年3月16日）
22. 向何處（何処へ／2001年1月17日）
23. かんにんや（2001年8月1日）
24. 寶貝老婆（お宝女房／2002年3月27日）
  - 東京電視系列『拯救愛的貧乏大作戰』（愛の貧乏脱出大作戦）片尾曲
25. 北方的好女人（北のいい女／2002年11月22日）
26. 伊豆之宿（伊豆の宿／2003年5月1日）
27. 奥飛驒緣歌（奥飛騨縁歌／2004年2月25日）
28. 見返り花（2004年8月25日）
29. 北海男人船（北海おとこ船／2005年2月2日）
30. 炭焼き源造（2005年10月26日）
31. 女人老鼠小和尚 現在拜訪!（女ねずみ小僧 ただいま参上!／2006年2月1日）
  - 與磯山さやか的合唱曲
32. 源先生小調（源さん音頭／2006年6月21日）
33. 媽媽（おかあさん／2006年8月30日）
  - 「猜謎!六角形II」（クイズ!ヘキサゴンII）片尾曲（作詞：島田紳助、作曲：高原兄）
34. 越後湯澤車站（越後湯沢駅／2007年2月7日）
35. 東京四月新奇的雪（東京ではめずらしい四月の雪／2008年1月23日）
  - 作詞：阿久悠、作曲：三木たかし
36. 艶歌師（2008年4月23日）
  - 出道20周年紀念曲
37. 淚的情書（涙のラブ・メール／2008年12月10日）
  - 與中村美律子的合唱曲
38. 迷途（迷い道／2009年1月1日）
  - 東京煤氣「Gas・Pacho！　床暖房・演歌編」插曲
39. 心的傷痕（心のきず／2009年4月22日）
40. 木曽戀三度笠（木曽恋い三度笠／2010年1月6日）
41. 途中的鯉次郎（みちのく鯉次郎／2010年7月21日）
42. 我在（私にだって／2010年10月27日）

## 著作
- 缽卷王子的食譜（ハチマキ王子のしりとりレシピ／2008年・幻冬舍）ISBN 4344014693
  - 從徒弟時代開始擺弄飯菜的手，第一次的著作料理書。

## CM（商業廣告）
- エバラ食品工業「唐あげの素」 - 「フニクリ・フニクラ」（Funiculà，意大利那波利歌謠）的原譜換詞受歡迎。
- House食品「太打ラーメン ほんしこ」（與高杢禎彦、尾藤イサオ共演）
- 東京煤氣「Gas・Pacho！　床暖房・演歌編」（與妻夫木聡、關惠美共演）
- 城南建設 「住宅情報館」- 『愉快的牧場』（ゆかいな牧場）的原譜換詞。（也有和島崎和歌子共演的版本）。

## 腳注
1. ↑  中山とは同年齢でプライベートでも仲が良い。
2. ↑  . オリコン. 2010-12-19  [2011-02-15]. （原始内容存档于2012-12-10）. （页面存档备份，存于）

## 關連項目
- 島田紳助
- 笑園漫畫大王

## 外部連結
- 所属事務所によるプロフィール（日文）
- ゴールデンミュージックプロモーション公式携帯サイト （页面存档备份，存于） - DoCoMo、EZeb、SoftBank公式サイト（日文）